# Kocsis Irma
Kocsis Irma, névváltozat: Kotsis (Pest, 1847. június 1. – Újpest, 1920. február 6.) opera-énekesnő (szoprán).

## Pályafutása
Atyja Kocsis János (Hegyi, 1821 k. – Budapest, 1877. június 19.), tekintélyes iparos, szabómester volt, jelentékeny vagyonnal bírt, leányát gondos nevelésben részesítette és kellemes hangját hamarosan színpadra képeztette. Édesanyja Gröber Anna  (Gyöngyös, 1822 k. – Budapest, 1880. szeptember 24.). 1865 július havában Kolozsvárra szerződött; szeptember 21-én fellépett a Nemzeti Színházban az Ernaniban, szeptember 26-án a Troubadourban. Mint szerződött tag 1866. április 12-én lépett fel először a Bánk bán-opera Gertrúd szerepében. 1876-ban férjhez ment és vidéken (Székesfehérvár, Debrecen, Győr, Nagyvárad) aratta babérait. A Hunyady Lászlóban egymaga vagy 25-ször énekelte Szilágyi Erzsébet szerepét.  1882. április 1-jén nyugalomba vonult. Az újpesti Károlyi kórházban hunyt el végelgyengülésben.

## Fontosabb szerepei
- Erzsébet (Erkel Ferenc: Hunyadi)
- Venus (Wagner: Tannhäuser)
- Királyné (Bánk bán)
- Eleonóra (Troubadour)
- Zsidónő (címszerep)
- Elvira (Ernani)
- Ortrud (Lohengrin)
- Stephano (Romeo)
- Norma (címszerep)
- Afrikai nő (címszerep)
- Erzsébet (Hunyady László)
- Költő (Dózsa György)
- Borgia Lukretia (címszerep)
- Eboli (Don Carlos)